# Nackspärr
Nackspärr, akut torticollis, avser en plötslig smärta i nacken med stelhet, så att man endast med svårighet kan röra nacken. Oftast är smärtan svårare åt det ena hållet. Då kan det göra riktigt ont att röra nacken. Begreppet är inte synonymt med spasmodisk torticollis, även kallat cervikal dystoni. Stelhet i nacken hos barn utan dyston orsak brukar benämnas torticollis congenita (kongenital muskulär torticollis) eller pseudotorticollis. Nackspärr uppträder oftast vid en häftig huvudrörelse eller vid en obekväm sovställning, men kan även uppstå i drag från exempelvis luftkonditionering då nacken kyls.
Värken går oftast över av sig själv. För att lindra värken kan träning och värme vara bra. Även att sitta och stå i rätt ställning är viktigt. Receptfria läkemedel innehållande till exempel paracetamol eller ibuprofen kan hjälpa mot smärtan.